# الشابرونات الكيميائية
الشابرونات الكيميائية هي فئة من الجزيئات الصغيرة التي تعمل على تعزيز ثني و/أو استقرار البروتينات. الشابرونات هي مجموعة واسعة ومتنوعة من الجزيئات، ويمكن أن تؤثر على استقرار البروتين وتنظيم البولي ببتيد من خلال مجموعة متنوعة من الآليات. تستخدم الشابرونات في مجموعة من التطبيقات، منها إنتاج البروتينات المؤتلفة ومعالجة اختلال البروتين في الجسم الحي.

## فئات الشابرونات الكيميائية
هناك العديد من الجزيئات الصغيرة المختلفة التي يمكن أن تعمل على تعزيز استقرار البروتين وقابليته للطي، ويمكن تصنيف العديد منها في فئات كبيرة بناءً على هيكلها وآلية عملها المقترحة. لم يتم تحديد العوامل التي تحدد هذه المجموعات بدقة، والعديد من الجزيئات الصغيرة التي تمارس تأثيرًا كيميائيًا لا تندرج بسهولة في إحدى هذه الفئات. على سبيل المثال، لا يُعرَّف الأرجنين بشكل كلاسيكي على أنه مساعد كيميائي، ولكن له تأثير مضاد للتجميع موثق جيدًا.

### الأسمولية
الأسمولية الخلوية عبارة عن جزيئات قطبية صغيرة يتم تصنيعها أو تناولها بواسطة الخلايا للحفاظ على سلامة المكونات الخلوية خلال فترات الإجهاد التناضحي أو غيره من أشكال الإجهاد. تتنوع الأسمولات في التركيب الكيميائي، وتشمل البوليولات والسكريات والميثيل أمين والأحماض الأمينية الحرة ومشتقاتها. وتشمل الأمثلة على هذه الجلسرين، طرهالوز، ثلاثي ميثيل أمين N أكسيد، والجلايسين. على الرغم من كونها أكثر نشاطًا بتركيزات عالية نسبيًا، إلا أن الأسمولية لا تظهر أي تأثيرات على العمليات الخلوية العادية - ولهذا السبب، يُشار إليها أيضًا باسم «المذابات المتوافقة». تمارس الأسمولية آثارها المرافقة بشكل غير مباشر عن طريق تغيير تفاعل البروتين مع المذيب، بدلاً من أي تفاعل مباشر مع البروتين. التفاعلات غير المفضلة بين البروتينات والأسموليت تزيد من إذابة البروتين بالماء. يفضل هذا الترطيب المتزايد المزيد من المطابقات متعددة البيبتيد المدمجة، حيث يتم عزل المخلفات الكارهة للماء بشكل أكثر إحكامًا من المذيب القطبي. وبالتالي، يُعتقد أن الأسمولية تعمل من خلال هيكلة وسيطة مطوية جزئيًا وتثبيت المطويات المطوية بالديناميكا الحرارية إلى حد أكبر من المطابقات غير المطوية.

### مركبات كارهة للماء
يمكن للمركبات الكيميائية التي لها درجات متفاوتة من الكراهية للماء والتي لا تزال قابلة للذوبان في البيئات المائية أن تعمل كشابرونات كيميائية أيضًا. يُعتقد أن هذه المركبات تعمل عن طريق الارتباط بأجزاء كارهة للماء من البروتينات غير المطوية أو المطوية بشكل غير صحيح والمعرضة للمذيبات، وبالتالي «تحميها» من التجمع. ملح فينيل بوتيراتي الصوديوم هو مثال بارز لهذه المجموعة من المركبات، إلى جانب أحماض ليسوفوسفاتيدك والدهون والمنظفات الأخرى.

### الشابرونات الدوائية
فئة أخرى من الشابرونات تتكون من روابط البروتين والعوامل المساعدة والمثبطات التنافسية وجزيئات صغيرة أخرى ترتبط بشكل خاص ببروتينات معينة. نظرًا لأن هذه الجزيئات تنشط فقط على بروتين معين، يُشار إليها باسم الشابرونات الدوائية. يمكن أن تحفز هذه الجزيئات الاستقرار في منطقة معينة من البروتين من خلال تفاعلات الارتباط الملائمة، والتي تقلل المرونة التوافقية الكامنة في سلسلة البولي ببتيد. خاصية أخرى مهمة للشابرونات الدوائية هي أنهم قادرون على الارتباط بالبروتين غير المطوي أو المطوي بشكل غير صحيح، ثم ينفصلون بمجرد طي البروتين بشكل صحيح، تاركين بروتينًا وظيفيًا.

## التطبيقات

### تعبير البروتين المؤتلف
إلى جانب التطبيقات السريرية، أثبتت الشابرونات الكيميائية أنها مفيدة في إنتاج البروتينات المؤتلفة في المختبر.

#### إعادة طي البروتينات غير القابلة للذوبان من الأجسام المتضمنة
غالبًا ما ينتج عن التعبير المؤتلف للبروتين في الإشريكية القولونية تكوين لمجاميع بروتين غير قابلة للذوبان تسمى أجسام التضمين. تتطلب أجسام البروتين هذه إعادة تشكيلها في المختبر بمجرد استخلاصها من خلايا الإشريكية القولونية بواسطة محلول قوي. يُعتقد أن البروتينات تتكشف أثناء عملية الذوبان، وبالتالي فإن إزالة المحلول عن طريق تخفيف التحليل تسمح بإعادة تشكيلها. غالبًا ما يتم استخدام معززات الطي ومثبطات التجميع أثناء إزالة المُحول لتسهيل الطي على الهيكل الأصلي ومنع التجميع. تساعد معززات الطي البروتين على تولي البنية الأصلية في أسرع وقت ممكن عندما ينخفض تركيز المنظف بشكل كبير في وقت واحد كما هو الحال في عملية التخفيف. من ناحية أخرى، تمنع مثبطات التجميع المواد الوسيطة للبروتين من التراكم حتى بعد التعرض الطويل للمستوى المتوسط من المنظف كما يظهر في غسيل الكلى. على سبيل المثال، تم الإبلاغ عن أن حمض التورين يزيد بشكل كبير من إنتاجية إعادة التشكيل في المختبر للأجسام المضادة لجزئية الربط لمولد الضد.

#### الجبلة المحيطية
أدى اكتشاف تأثير الشابرونات الكيميائية على طي البروتين إلى تعبير بروتين محيطي، خاصة بالنسبة لتلك التي تتطلب بيئة مؤكسدة لتشكيل روابط ثاني كبريتيد من أجل طي مناسب. يمكن تحسين طي البروتينات التي يصعب القيام بها في السيتوبلازم في محيط البلازم حيث يمكن التحكم في الضغط الاسموزي بسهولة. يمكن تغيير الضغط الاسموزي للفضاء المحيط ببساطة عن طريق تغيير ضغط الوسط حيث تخترق الأسمولية الغشاء الخارجي بحرية. يتم إفراز البروتينات في هذا الفضاء عندما يتم توصيل تسلسل إشارة مناسب بطرفها. من الأمثلة الجيدة على تحسين الطي عن طريق التعبير المحيطي هو متغير منشط البلازمينوجين المحتوي على رابطة ثنائي كبريتيد. يتضح أن طي رابطة ثنائي كبريتيد يزداد عند إضافة معززات الطي أو الأرجينين إلى وسط الاستزراع.

#### استخدام الهالوفيل في إنتاج البروتين
أليف الملح هي نوع من الكائنات الحية المتطرفة التي تكيفت مع حلول الملح الشديدة. تصنف الأليفيات إلى فئتين: 1) عتائق شديدة الهالوفية، و 2) البكتيريا متوسطة الهالوفلية. تكيفت الأركيا شديدة الهالوفلية لتتطلب تركيزات عالية من الملح (2.5 مليون) في البيئة الحية من خلال دمج تركيز الملح العالي في الخلية. من ناحية أخرى، فإن البكتيريا متوسطة الهالوفلية تعيش في نطاق واسع من تركيزات الملح عن طريق تخليق أو دمج المركبات العضوية. يسهل الحفاظ على العديد من البكتيريا المحبة للملوحة والأركيا، وقد تم استغلال ضغطها الأسموزي الخلوي العالي في إنتاج البروتين المؤتلف. يمكن ضبط البيئات الخلوية لمحبي الهالوفيل لاستيعاب طي البروتين ذي الأهمية عن طريق تعديل تركيز الأسمولات في وسط الاستزراع. تم الإبلاغ عن التعبير الناجح والطي لبروتين نواة الجليد وبروتينات فلورية خضراء والأميلاز ونوكليوزيد ثنائي فسفات كيناز وسيرين racemase في الهالوفيل.

### أمراض طي البروتين
نظرًا لأن الشابرونات الكيميائية تعزز الحفاظ على البنية الأصلية للبروتينات، فقد تم استكشاف إمكانيات تطوير مرافق كيميائية للتطبيقات السريرية لمختلف أمراض طي البروتين.

#### تليف كيسي
التليف الكيسي هو مرض ناتج عن الفشل في الحفاظ على مستوى منظم توصيل الغشاء عبر التليف الكيسي، والذي يعمل كقناة كلوريد في الأنسجة الرئوية. تم العثور على طفرة ΔF508 في بروتين تتداخل مع نضج البروتين في عدد من مرضى التليف الكيسي. وجد أن مستوى منظم توصيل الغشاء عبر التليف الكيسي المتحولة يفشل في الغالب في الانتقال إلى غشاء الخلية ويتحلل في الشبكة الاندوبلازمية؛ ومع ذلك ، فإن تلك التي نجحت في الوصول إلى غشاء الخلية تعمل بكامل طاقتها. نتيجة لذلك، ثبت أن عددًا من المرافقين الكيميائيين يعززون تهريب ΔF508 إلى غشاء البلازما.

#### ترانستيريتين أميلويدس
يمكن أن يعزز الترانستريتين المشوه جزئيًا في تكوين ليفية نشوانيات في الخلايا، ويمكن أن يؤدي هذا التراكم إلى تسمم خلوي ومجموعة متنوعة من الأمراض البشرية. تم اكتشاف العديد من مثبطات لترانستريتين الجزيئات الصغيرة لتكوين أميلويد والتي تعمل عن طريق تثبيت الترانستريتين بشكل حركي. هذا يمنع أحداث اختلال المونومر عن طريق إزعاج تفكك رباعي الترانستريتين. تفاميديس هو أحد هذه الجزيئات الصغيرة التي تمت الموافقة عليها من قبل العديد من الوكالات التنظيمية الدولية لعلاج اعتلال الأعصاب الأميلويد العائلي ترانستيريتين.